# VESA Local Bus

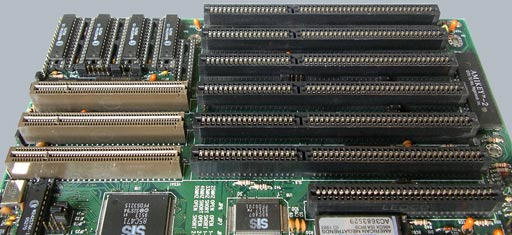
Una scheda madre VLB, gli slot aggiuntivi di colore marrone sono le estensioni VESA per una scheda VESA.

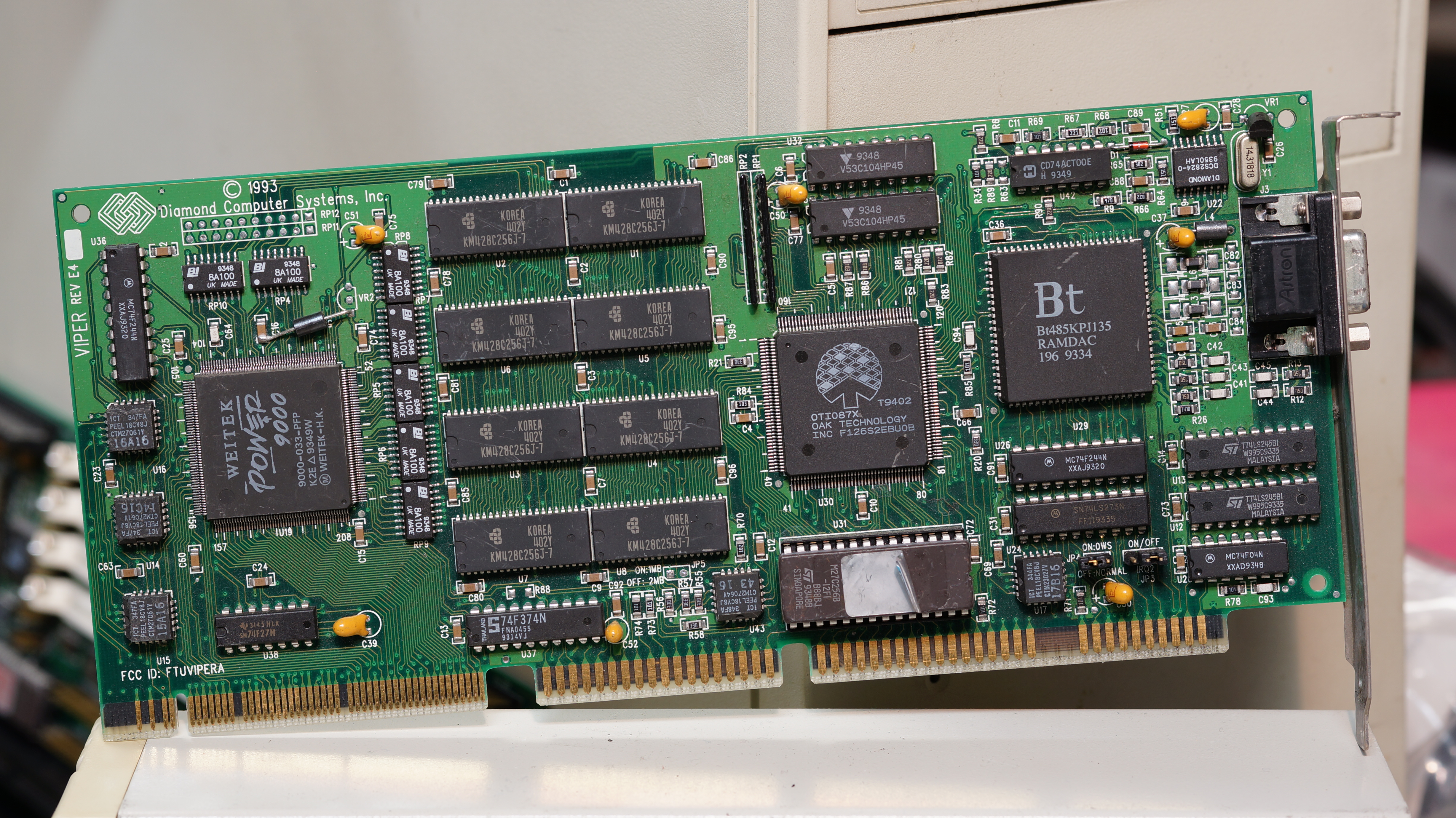
Una scheda video VESA.

Il VESA Local Bus è un bus per computer sviluppato dalla Video Electronics Standards Association. Fu usato prevalentemente nei computer basati su processore Intel 80486 e fu studiato per eliminare il problema della bassa larghezza di banda del bus ISA. Il VESA Local Bus lavorava sul bus ISA ma, a differenza di quest'ultimo, aveva un accesso diretto alla memoria di sistema che lo rendeva molto più veloce.

## Applicazioni
Il bus VESA era utilizzato principalmente per schede video e controller IDE\Floppy\COM (RS-232), offrendo prestazioni superiori rispetto al bus ISA.
Per controparte aveva però alcune importanti limitazioni:
- compatibilità: il bus VESA venne studiato per funzionare sui processori Intel 80486 e sul tipo di memoria ad esso collegata: quando, nel 1995, uscì il primo Pentium, vi erano molte differenze nel bus dei sistemi basati su tale processore e non fu facile adattare il VESA a questo tipo di bus, quindi soltanto pochi esemplari di schede madri per Pentium furono attrezzate con questo tipo di bus;
- limite al numero di slot: come diretta conseguenza del collegamento diretto alla memoria del bus VESA, esso non aveva la capacità elettrica di reggere più di due o tre schede per volta in un sistema. Per questo motivo, sulle schede madri vi potevano essere fino a 6 slot ISA ma soltanto 3 slot VESA (spesso uno solo, utilizzato per la scheda video);
- corruzione dei dati: lo stesso problema elettrico che affliggeva il massimo numero di slot VESA disponibili faceva sì che vi fosse la possibilità di corruzione dei dati in caso di più di una periferica connessa.